# Sant Andreu Comtal (metropolitana di Barcellona)
Sant Andreu è una stazione della linea 1 della Metropolitana di Barcellona.
La stazione si trova nel quartiere di Sant Andreu de Palomar ed è stata costruita insieme alle stazioni di Fabra i Puig e Torras i Bages.
La stazione venne inaugurata nel 1968.